# Vornedskab
Vornedskab (en dinamarqués: "persona bajo el cuidado de otro") es una especie de principio de servidumbre, consistente en el deber impuesto a los agricultores en Selandia, Lolland y Falster, así como en Møn y Bogø, correspondiente al área de validez de la Ley de Selandia, de permanecer en el sitio de su nacimiento y hacerse cargo de cualquier propiedad abandonada para su embargo. El plan se implementó desde finales del siglo XIV para garantizar que los terratenientes de Dinamarca tuvieran campesinos que trabajaran las granjas y permitieran explotar el campo agrícola principal; entre otras cosas, sobre el trasfondo de la despoblación de Dinamarca producto de la Peste Negra y la Gran Depresión de la Edad Media.
El vornedskabet es mencionado por primera vez en 1446 y para finales del siglo XV se había degenerado en un sistema que permitía a un señor  vender a sus campesinos obligados a permanecer en la tierra por este deber. Fue prohibido por Christian II como "malvado y anticristiano".
El vornedskab tuvo gran relevancia durante su existencia, ante todo porque aseguró a los propietarios de tierras la oportunidad de tener sus granjas y casas vacías ocupadas por agricultores. Por la misma razón, de hecho hubo un importante negocio de campesinos, y muchos juicios en esos días fueron precisamente por el derecho de los hombres y los campesinos.  Las mujeres no estaban atadas por el vornedskab.

## Historia

### Antecedentes y origen
Los orígenes del vorneskab se remontan a la crisis de finales de la Edad Media y la "muerte negra", en la que numerosos pueblos desaparecieron total o parcialmente. En esta situación, la despoblación se convirtió en un problema y tenía que ser un objetivo para los terratenientes asegurarse de que siempre hubiera suficientes agricultores para ocupar las granjas cuando se quedaran desempleados. La práctica anterior era que los terratenientes no podían negar a la población campesina el derecho a salir de su territorio si habían dado aviso legal previo y si pagaban una especie de impuesto sobre el patrimonio que llevarían consigo cuando se mudaran. En un intento de ampliar esta posibilidad, los terratenientes del archipiélago de Selanda introdujeron reglas especiales conocidas por los "términos de Lolland", que fueron adoptadas en el consejo del condado de Lolland en junio de 1446 por representantes de la Corona, la nobleza y la iglesia (entonces un gran terrateniente), y por el cual se determinó que ningún hombre físicamente capacitado debería convertirse en un asalariado.  Los terratenientes estaban obligados a asegurar que esas personas tuvieran una vivienda y tierra para cultivar, y que, si esto no sucedía, el alguacil del rey debía asegurar que la obtuvieran en las tierras de la Corona. Se introdujeron disposiciones similares en Selandia pero no en Bornholm. El término vorned, originalmente refiriéndose a una persona que busca protección legal de otra y más fuerte, en algún momento llegó a denotar tal apego de tierra con personal. El vornedskabet no se introdujo en Jutlandia, y los agricultores aquí podían postularse libremente a Selandia, donde la tierra era más fértil y por lo tanto atractiva, y en principio podían regresar a Jutlandia si querían, mientras que se incluía a la siguiente generación nacida en Selandia en el esquema.

### Baja Edad Media y Renacimiento
Ya a finales de la Edad Media quedó claro que el vornedskabet daba a los terratenientes un medio de poder contra los agricultores arrendatarios, que podría ser abusado, y bajo Christian II en 1521-22 se implementaron una serie de leyes de reforma, incluida la Ley de Tierras, destinadas a proteger a los agricultores del abuso. Entre las disposiciones de la Ley de Tierras se encontraba el artículo 111, que establece: "Una costumbre tan perversa y poco cristiana, que aquí en Zelanda, Falster, Lolland y Møn han sido vendidas o regaladas granjas con campesinos pobres y cristianos como ganado, por otra parte después de este día no sucederá, y cuando su amo y señoría los traten deshonestamente y les hacen injusticia y desobediencia, entonces los campesinos deberán trasladar los bienes propios que posean, a otra propiedad, como hacen los campesinos en Scania, Fionia y Jutlandia ". En efecto, la disposición era, por tanto, una derogación de la herramienta de vornedskab. Pero Christian fue expulsado en 1523 y la provisión nunca entró en vigor; las leyes de reforma fueron reducidas a cenizas en el Consejo del Condado de Viborg. Federico I, que sucedió a Christian II como rey, debió haber tenido la intención de abolir el vornedness, pero encontró la oposición del Consejo de Estado. En 1542, Christian III fijó un plazo de 3 años para la búsqueda de agricultores que hubieran escapado a los pueblos del mercado, lo que hizo que la oportunidad fuera más tentadora.
El siguiente gran intento de abolir los vornedskaps fue realizado por Christian IV: ya en 1620 había emitido una orden de que todos los campesinos que vivían en el condado de Antvorskov o tenían la intención de mudarse al condado de Antvorskov desde las propiedades de la corona en otros condados deberían estar exentos del vornedskab. [11] [12] Es igualmente importante que un campesino que haya escapado ya no pueda ser condenado como forajido. [13]
Esta iniciativa fue seguida en julio de 1633, cuando Christian, en una carta al mariscal Jørgen Urne, declaró que tenía la intención de liberar a todos los vornedskab de la Corona en Selandia. El proyecto se llevaría a cabo en relación con "el gran anexo", donde el príncipe elegido se casaría con Magdalena Sibylla de Sajonia en 1634, pero también esta vez encontró una fuerte oposición de parte de la nobleza, que argumentó que "tan pronto como los campesinos fueran liberados, entonces causarían nuestra mayor ruina, ya que una gran parte de nuestra finca es finca muy endeudada, y para eso se requiere mucho trabajo y molestias con el arado, así como nosotros para nuestra necesidad de cultivo genuino y trabajo, por lo que hay que temer que nuestros bienes no puedan ser ocupados sino que queden completamente desolados. " La derogación tampoco sucedió esta vez. [14] [15]
Christian IV hizo un nuevo intento en 1646. [16] Escribió una carta a los alguaciles de Selanda, Møn, Lolland y Falster fechada el 30 de mayo de 1646 con ofertas a los campesinos por la libertad de vornedskab y el derecho a conservar sus granjas a cambio de pagar 10 rigsdaler anuales durante 6 años. [11] Dice: "Dado que amablemente hemos regalado a muchos de nuestros campesinos y de la Corona por su lugar de nacimiento, que en los próximos seis años nos darían por lo tanto 60 Rdl, a saber, 10 Rdl. anualmente, para que sus hijos y descendientes puedan estar libres para siempre de partes y mantener sus granjas y casas, que habitan, a la propiedad eterna, entonces le rogamos y deseamos muy amablemente que ustedes, los campesinos antes mencionados, lo entiendan. Envíe su declaración detallada en nuestro Cancelli. Si el dinero usted y, por lo tanto, de algún almacenamiento de hielo se convierte, debe para siempre Nede en nuestra propia Cámara dejar entregar, donde usted y por lo tanto debe ser debidamente reconocido ". [17] En otra carta fechada el 25 de enero de 1647 el rey explicó que los campesinos que pagaban los 60 rigsdaler no solo redimirían a los hijos ya nacidos, sino también a los hijos nacidos en el futuro. [18] Sólo 27 agricultores se vieron capaces de utilizar la oferta [19], de los cuales 15 en los condados de Kronborg, Frederiksborg y Abrahamstrup, 7 en el condado de Ringsted Kloster, 1 en el condado de Antvorskov y 3 en el condado de Copenhague. [20] De los informes que los alguaciles presentaron al rey, parecía que la razón principal del modesto resultado fue la falta de dinero para pagar la liberación. [21] Cuando Federico III se convirtió en rey, exigió en una carta fechada el 30 de diciembre de 1650 una descripción general de cuántos vorneds habían aprovechado la oportunidad y además declaró que ningún hijo vornede a partir de entonces debería ser liberado contra pago, sino solo contra solicitud con permiso real.